# Глассер, Ларс
Ларс Бе́ртиль Глассе́р (швед. Lars Bertil Glassér; 4 октября 1925, Стокгольм — 15 января 1999, Реттвик) — шведский гребец-байдарочник, выступал за сборную Швеции в конце 1940-х — середине 1950-х годов. Серебряный призёр летних Олимпийских игр в Хельсинки, пятикратный чемпион мира, многократный победитель и призёр регат национального значения.

## Биография
Ларс Глассер родился 4 октября 1925 года в Стокгольме. Увлёкшись греблей на байдарках и каноэ, проходил подготовку в столичном Бруннсвикенском каноэ-клубе.
Первого серьёзного успеха на взрослом международном уровне добился в сезоне 1948 года, когда попал в основной состав шведской национальной сборной и побывал на чемпионате мира в Лондоне, откуда привёз награды серебряного и золотого достоинства, выигранные в зачёте одиночных байдарок на дистанции 500 метров и в эстафете 4 × 500 метров соответственно (в одиночках его опередил только титулованный соотечественник Герт Фредрикссон). Два года спустя выступил на мировом первенстве в Копенгагене, где одержал победу во всех трёх дисциплинах, в которых принимал участие: в эстафете, в двойках на пятистах и тысяче метрах.
Благодаря череде удачных выступлений Глассер удостоился права защищать честь страны на летних Олимпийских играх 1952 года в Хельсинки. Стартовал здесь вместе с напарником Ингемаром Хедбергом в программе двухместных экипажей на дистанции 1000 метров — с первого места квалифицировался на предварительном этапе, однако в решающем финальном заезде не смог обогнать финский экипаж Курта Виреса и Юрьё Хиетанена, завоевав в итоге серебряную олимпийскую медаль (шведы и финны пересекли финишный створ практически одновременно, показав одинаковое время, и победителя пришлось определять с помощью фотофиниша).
Став серебряным олимпийским призёром, Ларс Глассер остался в основном составе гребной команды Швеции и продолжил принимать участие в крупнейших международных регатах. Так, в 1954 году он отправился представлять страну на чемпионате мира во французском городе Макон и одержал уверенную победу в программе эстафеты 4 × 500 м, добавив в послужной список ещё одну золотую медаль и став тем самым пятикратным чемпионом мира. Вскоре по окончании этих соревнований принял решение завершить карьеру профессионального спортсмена, уступив место в сборной молодым шведским гребцам.
Умер 15 января 1999 года в коммуне Реттвик в возрасте 73 лет.